# Mark Ogden
Mark Ogden (ur. 7 października 1994 w San Diego) – amerykański koszykarz, występujący na pozycjach silnego skrzydłowego lub środkowego, obecnie zawodnik Hapoelu Holon.
14 stycznia 2021 dołączył do Arged BM Slam Stali Ostrów Wielkopolski. 10 sierpnia 2021 został zawodnikiem izraelskiego Hapoelu Holon.

## Osiągnięcia
Stan na 14 sierpnia 2021, na podstawie, o ile nie zaznaczono inaczej.
NCAA II
- Obrońca roku Pac West (2016)
- Zaliczony do:
  - I składu:
    - Pac West (2016)
    - All-NABC All-West Region (2016)

  - II składu Division II Collegiate Commissioners Association West Region (2016)
- Uczestnik meczu gwiazd NCAA Division II – Reese’s College Division II All-Star Game (2016)

Drużynowe
- Mistrz Polski (2021)[6]
- Wicemistrz FIBA Europe Cup (2021)[7]